# Hidetoshi Nagasawa

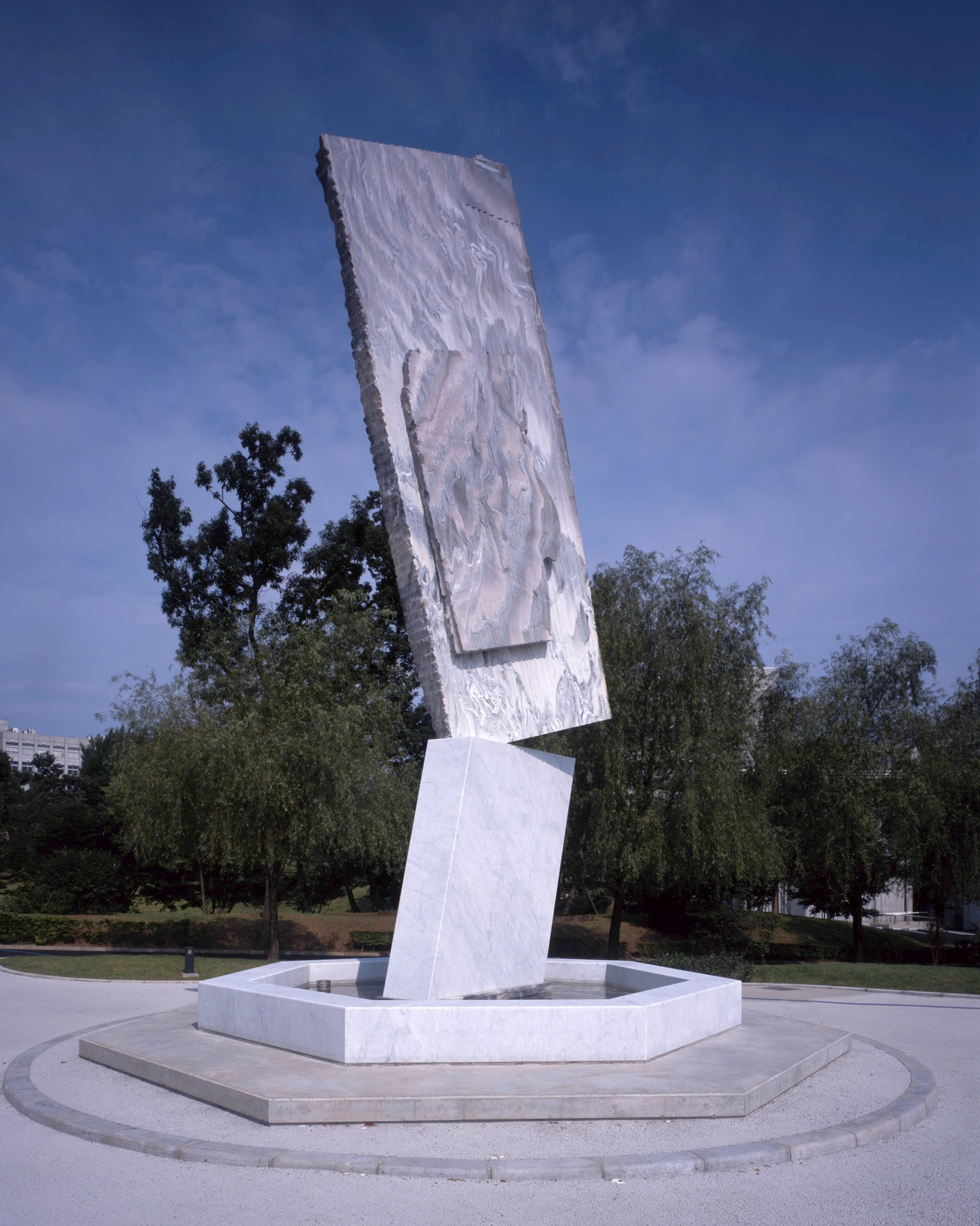
Tindari, 2007

Hidetoshi Nagasawa (japanisch 長澤 英俊, Nagasawa Hidetoshi; * 30. Oktober 1940 in Tōnei, Mandschukuo (heute: Dongning, Volksrepublik China); † 24. März 2018) war ein japanischer Künstler, der ab 1967 in Italien wirkte.

## Leben und Werk
Nagasawa wurde 1940 als Sohn japanischer Eltern in Mandschukuo geboren, wo sein Vater als Militärarzt stationiert war. Während des Zweiten Weltkriegs, nach der Invasion durch die Sowjetunion, verließ die Familie abrupt das Land und zog nach Japan zurück in die Nähe Tokios. Nagasawa studierte bis 1963 Architektur und Innenarchitektur an der Kunsthochschule Tama. Nagasawa gehört zur Gutai-Gruppe und Neo-Dada. Im Jahre 1964 entschloss sich Nagasawa freischaffender Künstler zu werden. Mit fünf Dollar in der Tasche begann er eine Reise mit dem Fahrrad, die eineinhalb Jahre dauerte. Diese Fahrradtour führte ihn durch Asien (Thailand, Singapur, Indien, Pakistan, Irak, Afghanistan, Syrien, die Türkei, Griechenland und Italien). In Mailand war seine Reise zu Ende. In Sesto San Giovanni lernte er Mario Nigro, Enrico Castellani, Antonio Trotta und Luciano Fabro kennen. Seit 1967 war er in Italien tätig. Die Themen Boot und Reise ziehen sich thematisch durch sein Werk. Seit 1972 schuf er als Bildhauer Werke aus Gold Marmor, Bronze und Plastik. In den 1980er Jahren begann er auf der Grenze zwischen Skulptur und Architektur zu arbeiten. Das bestimmende Thema der 1990er waren Gärten.
Nagasawas erste Ausstellung in Italien fand 1967 in der Galleria Sincron in Brescia statt. Es wurden vorwiegend konzeptuelle Werke gezeigt. 1968 nahm er mit Marisa Merz, Getulio Alviani, Nanda Vigo am Anfo Art Festival teil. 1970 war Nagasawa Teilnehmer der Ausstellung Contemporary Japanese Art im Solomon R. Guggenheim Museum in New York. Er nahm an zahlreichen internationalen Ausstellungen teil, darunter die Biennale di Venezia in Venedig (1972, 1978, 1982 und 1988) und die documenta IX in Kassel (1992).
Von 1990 bis 2002 war Hidetoshi Nagasawa Professor an der Nuova Accademia di Belle Arti in Mailand. 2004 folgte er einem Ruf an die Kunsthochschule Tama in Japan.